# 12301 Eötvös
12301 Eötvös è un asteroide della fascia principale. Scoperto nel 1991, presenta un'orbita caratterizzata da un semiasse maggiore pari a 2,3697505 UA e da un'eccentricità di 0,2356487, inclinata di 3,40833° rispetto all'eclittica.